# Portugals Kommunistiske Parti
Partido Comunista Português (PCP, dansk: Portugals Kommunistiske Parti) er et politiske parti i Portugal, grundlagt i 1921. Partiets ideologiske linje lægger sig op af marxisme-leninisme.
Til det portugisiske parlamentet (Assembleia da República) stiller PCP op i valgsamarbejde med Partido Ecologista Os Verdes (’Ekologiska partiet de grønne’) under alliancen Coligação Democrática Unitária (CDU). Partido Comunista Português har siden EU-valget i 2009 været repræsenteret i Europa-Parlamentet med 4 medlemmer og er medlem i gruppen Forenede Europæiske Venstrefløj/Nordisk Grønne Venstre.
Partiets officielle organ hedder Avante!. Jerónimo de Sousa er PCP's partileder (generalsekretær) siden november 2004.